# Sveti Pavel (roman)
Sveti Pavel je prvi roman slovenskega pisatelja Pavleta Zidarja, katerega pravo ime je Zdravko Slamnik. Roman je dobil naslov po cerkvi Sv. Pavla na Dolenjskem, v kateri se po 2. svetovni vojni pred partizani skriva eden od osrednjih likov, Frenk Debevc.
Roman naj bi nastal na podlagi resničnih dogodkov in opisuje odnose med takratno novo oblastjo, kmečkim prebivalstvom in posamezniki v novo nastali družbi, prva leta po vojni na dolenjskem podeželju.

## Vsebina
Žan in Frenk Debevc, osrednja lika zgodbe, sta brata srednjih let, ki živita v kmečki skupnosti na dolenjskem podeželju  v času prvih let po drugi svetovni vojni.
Žan je pošten kmečki človek, ki se je med vojno boril na strani partizanov. Po vojni nove oblasti ni mogel sprejeti saj je bil globoko razočaran nad početjem novih oblastnikov. Njegova bolečnina, ko mu odpeljejo konja je tako velika, da celo piše pismo Titu, v katero z velikimi začetnicami zapiše tisto, kar je za njega res pomembno. Frenk, ki je bil med vojno belogardist, se skriva v zidanici, ker pa nova oblast po kmetijah in zidanicah išče skrito vino, se mora skriti v zvonik cerkve Sv. Pavla. Vsak dan ga je vedno bolj strah saj čuti, da se njegovo življenje bliža koncu. Novi oblastniki, slaboumne kreature, z nasilnimi metodami želijo najti Frenka, zato je le vprašanje časa, kdo bo Frenka izdal. Med prebivalci vlada sovraštvo in strah pred novo oblastjo, ki pobira pridelke, živino, vpeljuje policijske metode in pretepa kmete ne glede na starost in spol.
Pripoved je polna preprostih a globokih dialogov, ki s pristno kmečko besedo slikajo življenje ljudi v času, ki je v vsakemu bralcu romana zapisan drugače in zato ob branju vzdrami različna čustva.

## Izdaje in prevodi
- Slovenska izdaja knjige iz leta 1965 (COBISS)
- Slovenska izdaja knjige iz leta 1988 (COBISS)
- Slovenska izdaja knjige iz leta 1995 (COBISS)